# 德城街道
德城街道，是中华人民共和国广东省肇庆市德庆县下辖的一个乡镇级行政单位。

## 行政区划
德城街道下辖以下地区：
城东社区、城中社区、城南社区、城西社区、城郊村、香山村、大桥村和登云村。